# 日本推理作家协会奖
日本推理作家協會獎是每年由日本推理作家協會頒發，旨在鼓勵優秀推理小說創作的文学奖。
第一屆（1948年）到第七屆（1954年）的名稱為偵探作家俱樂部獎，第八屆（1955年）到第十五屆（1962年）更名為日本偵探作家俱樂部獎，從第十六屆（1963年）起至今就一直使用日本推理作家協會獎這一名稱。
設獎的初始設有長篇獎、短篇獎和新人獎。第二十九屆（1976年）起又分為長篇部門、短篇部門和評論部門。通常於每年4月下旬由審查委員進行評審，5月下旬頒獎。得獎者可獲50萬日圓獎金以及刻有姓名的手表一只。
獲獎者並不限於日本推理作家協會的會員，但曾經獲獎的作家不再第二次獲獎。

## 獲獎作品

### 第1屆到第10屆
- 第1屆（1948年）
  - 長編賞 - 橫溝正史《本陣殺人事件》
  - 短編賞 - 木木高太郎 《新月》
  - 新人賞 - 香山滋 《海鰻莊奇談》
- 第2屆（1949年）
  - 長編賞 - 坂口安吾 《不連續殺人事件》
  - 短編賞 - 山田風太郎 《眼中的惡魔》、《虛像淫樂》
- 第3屆（1950年）
  - 長編賞 - 高木彬光 《能面殺人事件》
  - 短編賞 - 大坪砂男 《私刑》、《涅槃雪》、《黑子》
- 第4屆（1951年）
  - 長編賞 - 大下宇陀兒 《石下的記錄》
  - 短編賞 - 島田一男 《社會部記者》、《風船魔》
- 第5屆（1952年）
  - 水谷準 《ある決闘》
  - 評論賞 - 江戶川亂步 《幻影城主》
- 第6屆（1953年）
  - 從缺
- 第7屆（1954年）
  - 從缺
  - 獎勵獎 - 丘美丈二郎 《鉛の小函》、氷川瓏 《睡蓮夫人》、鷲尾三郎 《雪崩》
- 第8屆（1955年）
  - 永瀨三吾 《賣國奴》
- 第9屆（1956年）
  - 日影丈吉 《狐之雞》（收錄在《巫歌:日影丈吉怪奇偵探小說名作選》）
- 第10屆（1957年）
  - 松本清張 《臉》（短編集）（收錄在《埋伏》）

### 第11屆到第20屆
- 第11屆（1958年）
  - 角田喜久雄 《笛吹人亡》
- 第12屆（1959年）
  - 有馬賴義 《四萬名目擊者》
- 第13屆（1960年）
  - 鮎川哲也 《憎惡的化石》、《黑天鵝》
- 第14屆（1961年）
  - 水上勉 《海之牙》、笹沢左保 《噬人》
- 第15屆（1962年）
  - 飛鳥高 《細紅線》
- 第16屆（1963年）
  - 土屋隆夫 《影子的告發》
- 第17屆（1964年）
  - 結城昌治 《黑夜結束時》、河野典生 《名叫殺意的畜生》
- 第18屆（1965年）
  - 佐野洋 《華麗的醜聞》
- 第19屆（1966年）
  - 中島河太郎 《推理小説展望》
- 第20屆（1967年）
  - 三好徹 《風塵地帶》

### 第21屆到第30屆
- 第21屆（1968年）
  - 星新一 《妄想銀行》
- 第22屆（1969年）
  - 從缺
- 第23屆（1970年）
  - 陳舜臣 《孔雀之道》、《重見玉嶺》
- 第24屆（1971年）
  - 從缺
- 第25屆（1972年）
  - 從缺
- 第26屆（1973年）
  - 夏樹靜子 《蒸發》、森村誠一 《腐蝕的構造》
- 第27屆（1974年）
  - 小松左京 《日本沉沒》
- 第28屆（1975年）
  - 清水一行 《動脈列島》
- 第29屆（1976年）
  - 長編賞 - 從缺
  - 短編賞 - 戶板康二 《綠色車廂的孩子》
  - 評論賞 - 權田萬治 《日本探偵作家論》
- 第30屆（1977年）
  - 長編賞 - 從缺
  - 短編賞 - 石澤英太郎 《目擊者》
  - 評論賞 - 山村正夫 《我懷舊的偵探作家論》

### 第31屆到第40屆
- 第31屆（1978年）
  - 長編賞 - 泡坂妻夫 《失控的玩具》、大岡昇平 《事件》
  - 短編賞 - 從缺
  - 評論賞 - 青木雨彥 《課外授業 ミステリにおける男と女の研究》、石川喬司 《SF的時代》
- 第32屆（1979年）
  - 長編賞 - 天藤真 《大誘拐》、檜山良昭 《暗殺斯大林的計劃》
  - 短編賞 - 阿刀田高 《訪客》（收錄在《拿破崙狂》）
  - 評論賞 - 植草甚一 《ミステリの原稿は夜中に徹夜で書こう》
- 第33屆（1980年）
  - 從缺
- 第34屆（1981年）
  - 長編賞 - 西村京太郎 《終點站殺人事件》
  - 短編賞 - 仁木悅子 《赤猫》、連城三紀彥 《一朵桔梗花》
  - 評論賞 - 中薗英助 《黑闇的Carnival》
- 第35屆（1982年）
  - 長編賞 - 辻真先 《愛麗絲國的殺人》
  - 短編賞 - 日下圭介 《呼鷺的少年》、《登木的犬》
- 第36屆（1983年）
  - 長編部門 - 胡桃澤耕史 《越過天山》
  - 短編暨連作短編集部門 - 從缺
- 第37屆（1984年）
  - 長編部門 - 加納一朗 《星際大冒險》
  - 短編暨連作短編集部門 - 伴野朗 《受傷的野獸》
- 第38屆（1985年）
  - 長編部門 - 北方謙三 《慾望街頭》、皆川博子 《吃人劇場》
  - 短編暨連作短編集部門 - 從缺
  - 評論部門 - 佐瀨稔 《金屬棒殺人事件》、松山巖 《亂歩與東京　1920都市之貌》
- 第39屆（1986年）
  - 長編部門 - 岡嶋二人 《巧克力遊戲》、志水辰夫 《背いて故郷》
  - 短編暨連作短編集部門 - 從缺
  - 評論部門 - 松村喜雄 《怪盗對名偵探　法國推理小說的歷史》
- 第40屆（1987年）
  - 長編部門 - 逢坂剛 《卡迪斯紅星》、高橋克彥 《北齋殺人事件》
  - 短編暨連作短編集部門 - 從缺
  - 評論部門 - 伊藤秀雄 《明治的偵探小說》

### 第41屆到第50屆
- 第41屆（1990年）
  - 長編部門 - 小杉健治 《絆》
  - 短編暨連作短編集部門 - 從缺
- 第42屆（1989年）
  - 長編部門 - 和久峻三 《雨月莊殺人事件》、船戶與一 《沒有傳說的地方》
  - 短編暨連作短編集部門 - 小池真理子 《妻子的密友》
  - 評論部門 - 直井明 《87分署グラフィティ―エド・マクベインの世界》
- 第43屆（1990年）
  - 長編部門 - 佐佐木讓 《來自擇捉島的緊急電報》
  - 短編暨連作短編集部門 - 從缺
  - 評論部門 - 鶴見俊輔 《夢野久作》
- 第44屆（1991年）
  - 長編部門 - 大澤在昌 《新宿鮫》
  - 短編暨連作短編集部門 - 北村薰 《夜蟬》
  - 評論部門 - 竹中勞 《百怪、我が腸ニ入ル　竹中英太郎作品譜》、德岡孝夫 《横浜・山手の出来事》
- 第45屆（1992年）
  - 長編部門 - 綾辻行人 《殺人時計館》 、宮部美幸 《龍眠》
  - 短編暨連作短編集部門 - 從缺
  - 評論部門 - 野崎六助 《北美偵探小說論》
- 第46屆（1993年）
  - 長編部門 - 高村薰 《追殺李維拉》
  - 短編暨連作短編集部門 - 從缺
  - 評論部門 - 秦新二 《文政十一年のスパイ合戦》、長谷部史親 《歐米推理小說翻譯史》
- 第47屆（1994年）
  - 長編部門 - 中島羅門 《咒術師之謎》
  - 短編暨連作短編集部門 - 齋藤純 《ル・ジタン》、鈴木輝一郎 《めんどうみてあげるね》
  - 評論部門 - 北上次郎 《冒險小說論　近代英雄像100年的變遷》
- 第48屆（1995年）
  - 長編部門 - 折原一 《沈默的教室》、藤田宜永 《鋼鐵騎士》
  - 短編暨連作短編集部門 - 加納朋子 《硝子麒麟》、山口雅也 《日本殺人事件》
  - 評論部門 - 各務三郎 《チャンドラー人物事典》
- 第49屆（1996年）
  - 長編部門 - 京極夏彥 《魍魎之匣》、梅原克文 《畢其頓的惡魔》
  - 短編暨連作短編集部門 - 黑川博行 《數數癖》
  - 評論部門 - 從缺
- 第50屆（1997年）
  - 長編部門 - 真保裕一 《夺取游戏》
  - 短編暨連作短編集部門 - 從缺
  - 評論部門 - 共同通信社社會部 《沈黙のファイル　『瀨島龍三』とは何だったのか》

### 第51屆到第60屆
- 第51屆（1998年）
  - 長編部門 - 桐野夏生 《OUT主婦殺人事件》、馳星周 《鎮魂歌》
  - 短編暨連作短編集部門 - 從缺
  - 評論部門 - 笠井潔 《本格推理小說的現在》、風間賢二 《恐怖小說大全》
- 第52屆（1999年）
  - 長編部門 - 東野圭吾 《秘密》、香納諒一 《幻之女》
  - 短編暨連作短編集部門 - 北森鴻 《春日花下死》
  - 評論部門 - 森英俊 《世界推理小說作家事典〔本格派篇〕》
- 第53屆（2000年）
  - 長編暨連作短編集部門 - 天童荒太 《永遠的仔》、福井晴敏 《亡國之盾》
  - 短編部門 - 橫山秀夫 《動機》
  - 評論部門 - 小林英樹 《梵·谷的遺言》
- 第54屆（2001年）
  - 長編暨連作短編集部門 - 東直己 《殘光》、菅浩江 《永遠之森》
  - 短編部門 - 從缺
  - 評論部門 - 井家上隆幸 「20世紀冒險小說讀本（《日本篇》《海外篇》）》、都筑道夫 《推理作家の出来るまで》
- 第55屆（2002年）
  - 長編暨連作短編集部門 - 山田正紀 《推理歌劇》、古川日出男 《阿拉伯的夜之種族》
  - 短編部門 - 法月綸太郎 《都市傳說之謎》、光原百合 《十八之夏》
  - 評論部門 - 從缺
- 第56屆（2003年）
  - 長編暨連作短編集部門 - 淺暮三文 《石頭中的蜘蛛》、有栖川有栖 《馬來鐵道之謎》
  - 短編部門 - 從缺
  - 評論部門 - 新保博久/山前讓 《幻影之藏》
- 第57屆（2004年）
  - 長編暨連作短編集部門 - 垣根涼介 《世界·漢城》、歌野晶午 《櫻樹抽芽時，想你》
  - 短編部門 - 伊坂幸太郎 《死神的精確度》
  - 評論部門 - 千街晶之 《水面星座　水底宝石》、多田茂治 《夢野久作讀本》
- 第58屆（2005年）
  - 長編暨連作短編集部門 - 貴志祐介 《玻璃之鎚》、戶松淳矩 《劍與薔薇之夏》
  - 評論部門 - 日高恒太朗 《紧急迫降》
- 第59屆（2006年）
  - 長編暨連作短編集部門 - 恩田陸 《尤金尼亞之謎》
  - 短編部門 - 平山夢明 《世界橫麥卡托投影地圖的獨白》
  - 評論部門 - 鄉原宏 《松本清張事典　決定版》、柴田哲孝 《下山事件　最後的証言》
- 第60屆（2007年）
  - 長編暨連作短編集部門 - 櫻庭一樹 《赤朽葉家的傳說》
  - 短編部門 - 從缺
  - 評論部門 - 小鷹信光 《私のハードボイルド》、巽昌章 《論理の蜘蛛の巣の中で》

### 第61屆到第70屆
- 第61屆（2008年）
  - 長編暨連作短編集部門 - 今野敏 『果断 隠蔽捜査2』
  - 短編部門 - 长冈弘树 「偶然聽到的話」
  - 評論部門 - 最相葉月 『星新一 一〇〇一話をつくった人』、紀田順一郎 『幻想與怪奇時代』
- 第62屆（2009年）
  - 長編暨連作短編集部門 - 道尾秀介 『烏鴉的拇指』、柳廣司 『Joker Game』
  - 短編部門 - 曽根圭介 「熱帶夜」、田中啓文「苦澀的夢」
  - 評論部門 - 円堂都司昭 『「謎」之解像度』、栗原裕一郎 『〈盗作〉文学史』
- 第63屆（2010年）
  - 長編暨連作短編集部門 - 飴村行 『粘膜蜥蜴』、貫井徳郎 『乱反射』
  - 短編部門 - 安東能明 「随監」
  - 評論部門 - 小森健太朗 『英文学地下水脈 古典推理研究〜黒岩涙香翻案原典からクイーンまで』
- 第64屆（2011年）
  - 長編暨連作短編集部門 - 麻耶雄嵩 『獨眼少女』、米澤穗信 『折斷的龍骨』
  - 短編部門 - 深水黎一郎 「人間尊厳與八〇〇公尺」
  - 評論部門 - 東雅夫 『遠野物語與怪談時代』
- 第65屆（2012年）
  - 長編暨連作短編集部門 - 高野和明 『種族滅絕』
  - 短編部門 - 湊佳苗 「望郷、海星星」
  - 評論部門 - 横田順彌 『近代日本奇想小説史　明治篇』
- 第66屆（2013年）
  - 長編暨連作短編集部門 - 山田宗樹 『百年法』
  - 短編部門 - 若竹七海 「黑闇越流」
  - 評論部門 - 諏訪部浩一 『『馬爾他之鷹』講義』
- 第67回（2014年）
  - 長編暨連作短編集部門 - 恒川光太郎 『金色機械』
  - 短編部門 - （從缺）
  - 評論部門 - 清水潔『殺人犯在那裡』、谷口基
- 第68回（2015年）
  - 長編暨連作短編集部門 - 月村了衛 『沙漠之花』、早見和真 『無罪之日』
  - 短編部門 - （從缺）
  - 評論部門 - 喜国雅彦『書架偵探最後的問候』、霜月蒼『阿嘉莎‧克莉絲蒂完全攻略』
- 第69回（2016年）
  - 長編暨連作短編集部門 - 柚月裕子 『孤狼之血』
  - 短編部門 - 大石直紀 「與奶奶一起」、永嶋恵美「抽鬼牌」
  - 評論部門 - 門井慶喜
- 第70回（2017年）
  - 長編暨連作短編集部門 - 宇佐美真琴 『愚者之毒』
  - 短編部門 - 薬丸岳 
  - 評論部門 - （從缺）

### 第71屆以後
- 第71屆（2018年）
  - 長編暨連作短編集部門 - 古処誠二 『斬之惑』
  - 短編部門 - 降田天 
  - 評論部門 -  宮田昇 

- 第72屆（2019年）
  - 長編暨連作短編集部門 - 葉真中顕 
  - 短編部門 - 澤村伊智 
  - 評論部門 -  長山靖生 『日本SF精神史【完全版】』

- 第73屆（2020年）
  - 長編暨連作短編集部門 - 吳勝浩
  - 短編部門 - 矢樹純 
  - 評論・研究部門 - 金承哲 

- 第74屆（2021年）
  - 長編暨連作短編集部門 - 坂上泉 、櫻田智也
  - 短編部門 - 結城真一郎 
  - 評論・研究部門 - 真田啓介 

- 第75屆（2022年）
  - 長編暨連作短編集部門 - 芦辺拓 
  - 短編部門 - 逸木裕 、大山誠一郎
  - 評論・研究部門 - 小森収 

- 第76屆（2023年）
  - 長編暨連作短編集部門 - 芦沢央 、小川哲『你的谜题（君のクイズ）』
  - 短編部門 - 西澤保彦 
  - 評論・研究部門 - 日暮雅通 

- 第77屆（2024年）
  - 長編暨連作短編集部門 - 青崎有吾 、荻堂顕
  - 短編部門 - 坂崎かおる、宮内悠介
  - 評論・研究部門 - 川出正樹、中相作
  - 翻譯部門（試行）- ジョセフ・ノックス・著 / 池田真紀子 譯

## 參閱
- 江戶川亂步獎
- 本格推理大獎

## 外部連結
- 日本推理作家協会 （页面存档备份，存于）（日本推理作家協會官方網站）